# Luxemburger Straße (Köln)

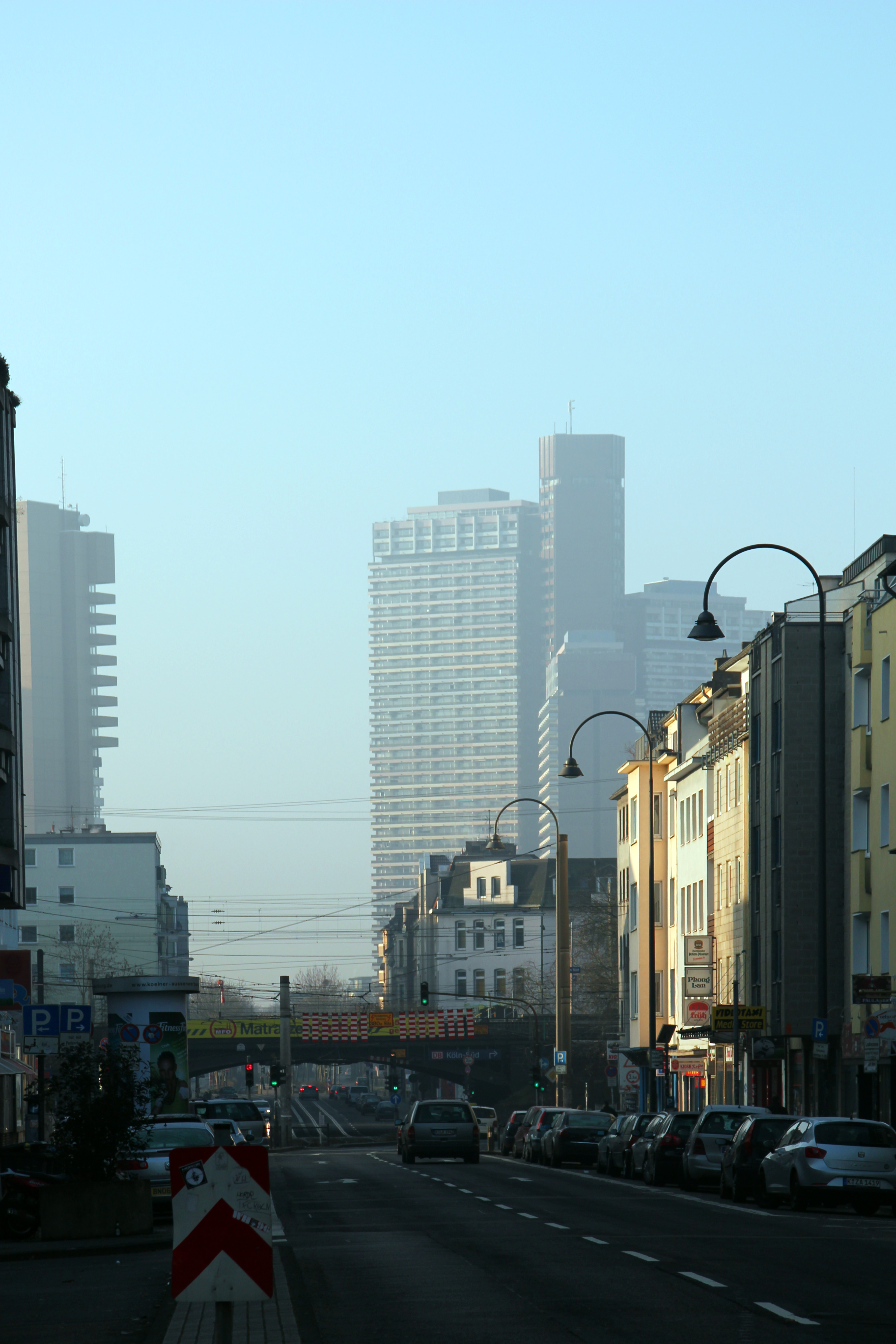
Luxemburger Straße ab Barbarossaplatz, im Hintergrund das Uni-Center

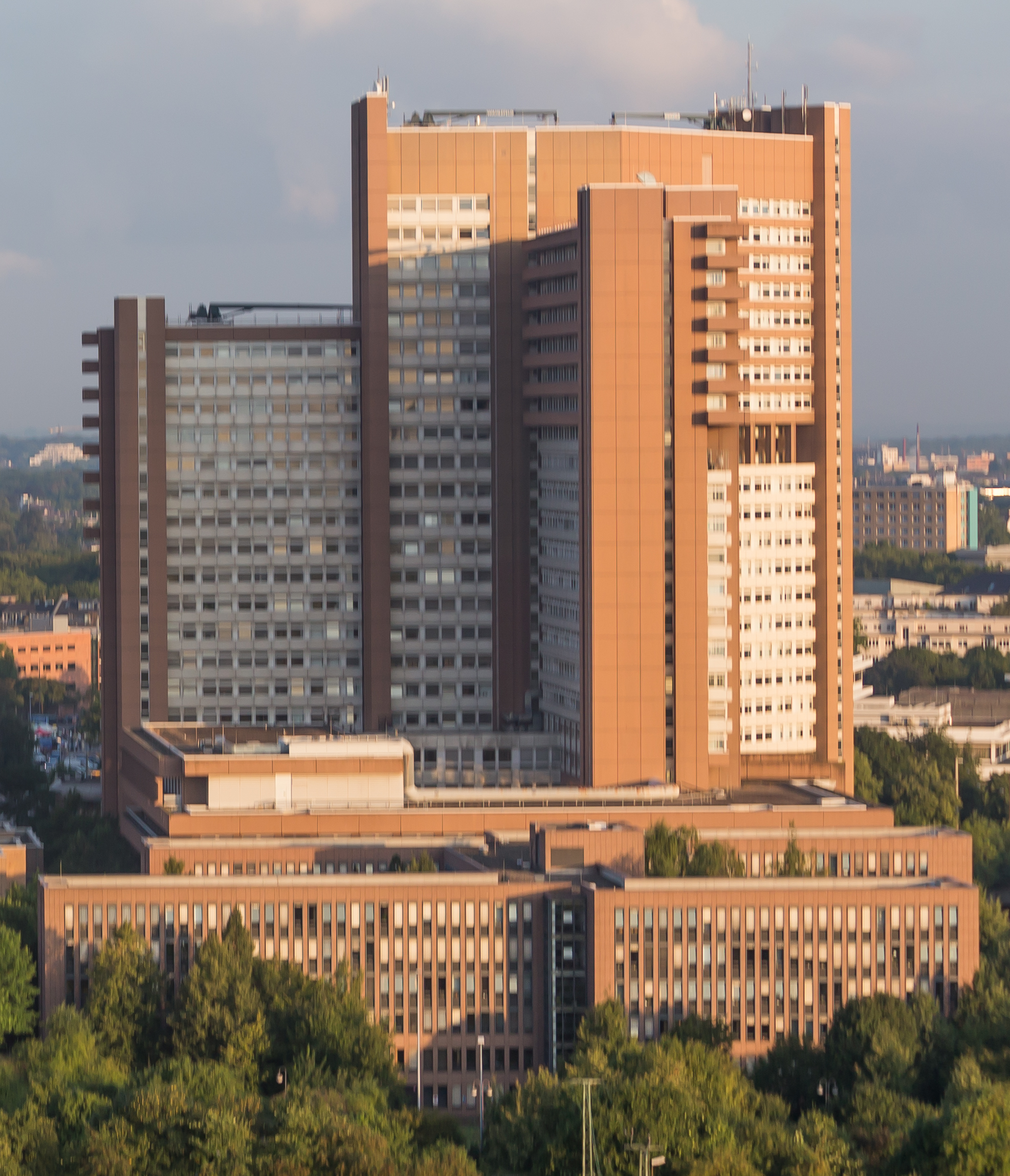
Justizzentrum Luxemburger Straße (August 2013)

Die Luxemburger Straße ist eine 4081 Meter lange Ausfallstraße (gemessen bis zur Stadtgrenze) in Köln. Sie führt in südwestlicher Richtung vom Barbarossaplatz durch die Stadtteile Neustadt-Süd, Sülz und Klettenberg. Jenseits der Stadtgrenze setzt sie sich unter gleichem Straßennamen in Hürth fort.

## Geschichte
Die Luxemburger Straße ist nach dem Luxemburger Tor benannt; als solches wurde das Weyertor der alten Kölner Stadtmauer, das nach der mittelalterlichen Stadterweiterung das Südwesttor der römischen Stadt ersetzte, vom preußischen Militärfiskus nach dem Ausbau der Festungsanlagen vor dem Tor geführt. Vom Römertor ausgehend führte eine Römerstraße in Richtung Südwest, in neuer Zeit dann nach ihrem Erbauer Agrippa-Straße Köln–Trier genannt, zunächst nach Tolbiacum (Zülpich), von dort aus weiter nach Augusta Treverorum (Trier) und war von einer ausgedehnten Nekropole gesäumt. Sie entstand Ende des 1. Jahrhunderts als „platea Agrippa“, benannt nach Marcus Vipsanius Agrippa, dem Großvater der in Köln geborenen Kaiserin Agrippina. Der Fund eines Meilensteins Ecke Greinstraße im Jahre 1903 beweist den römischen Straßenverlauf. Er stand 1 Leuge (= 2,22 km vom Neumarkt) entfernt und entstand unter Constantius I. und Maximian zwischen 293 und 306 n. Chr. Auf der Schweidkarte des Abraham Hogenberg (1609) ist sie als „Zülpicher Straß“ eingezeichnet. Die Tranchotkarte von 1807/1808 nannte sie „Route de Zulpich et de Lechenich à Cologne“. In der Franzosenzeit trug sie ab dem 1. Januar 1813 nach dem geltenden Itinéraire de Cologne den französischen Namen „Chemin des Weiss Haus“.

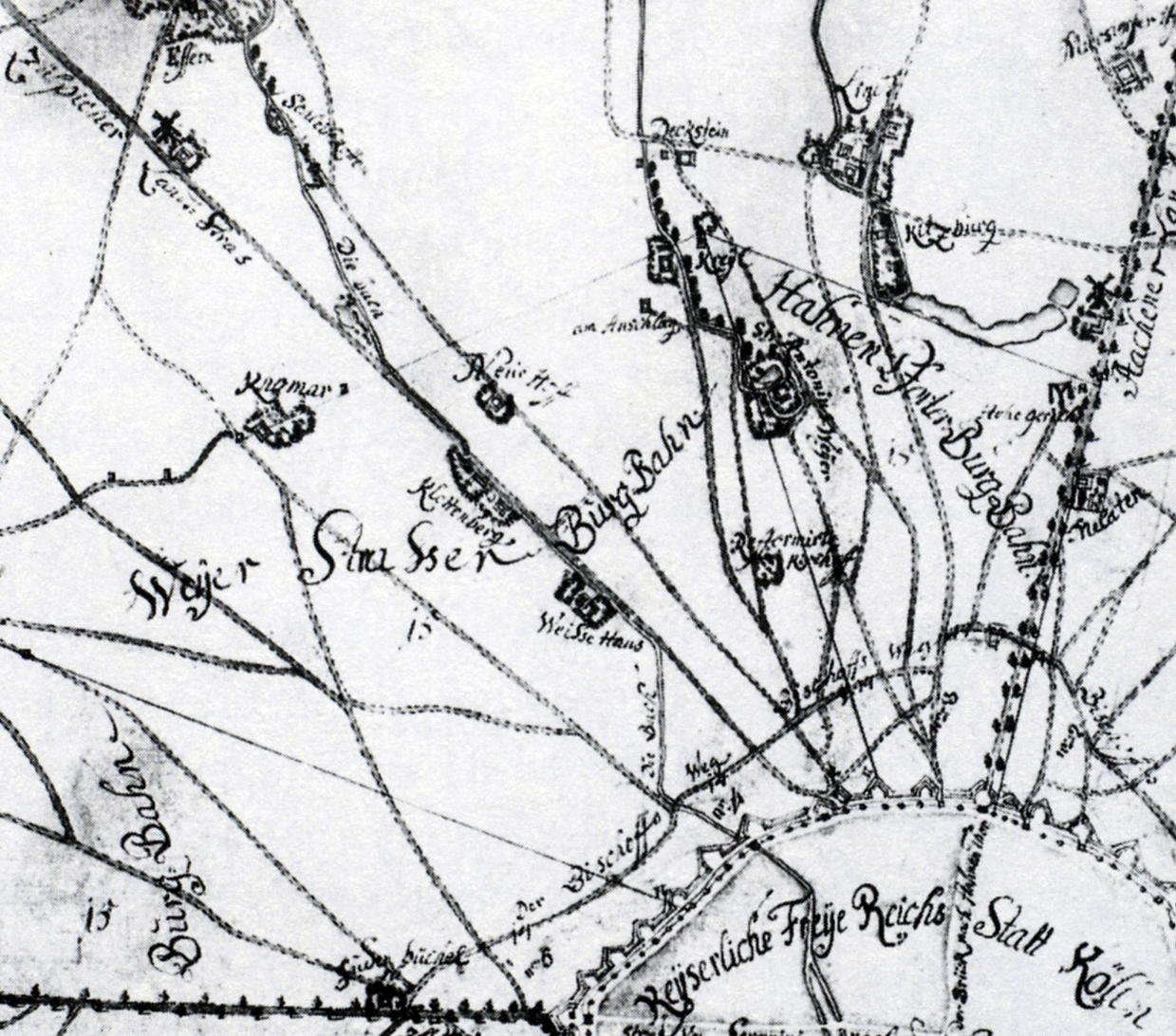
Luxemburger Straße („Zülpicher Straß“), Schweidkarte von Abraham Hogenberg (1609)
Mairie-Efferen, Karte von Jean Joseph Tranchot (1803–1820)
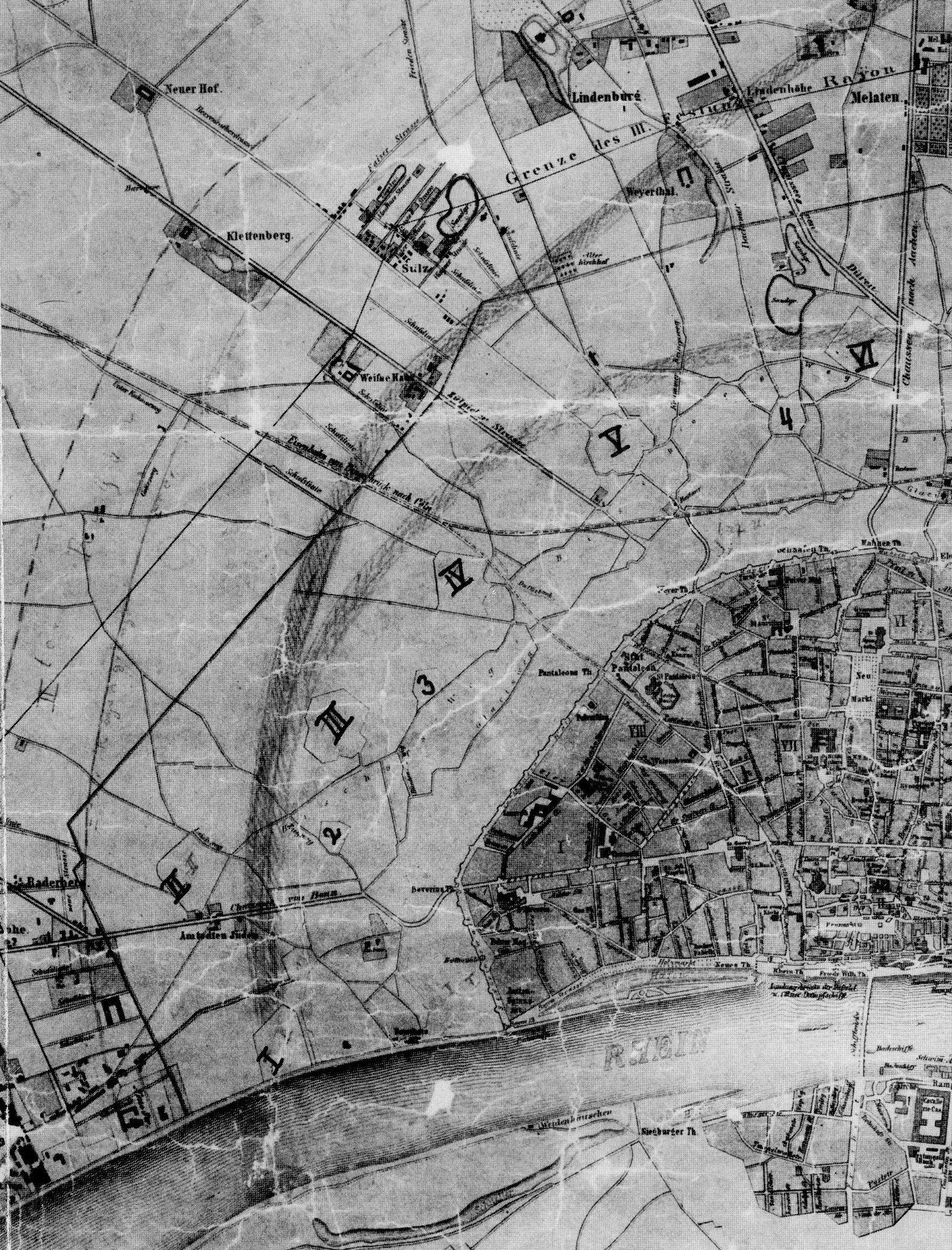
Köln und Umgebung (1874)
Luxemburger Straße 36 (Architekten: Jacobs & Wehling, 1891)
Luxemburger Straße – Reste der preußischen Stadtbefestigung am Luxemburger Tor (25. April 1913)
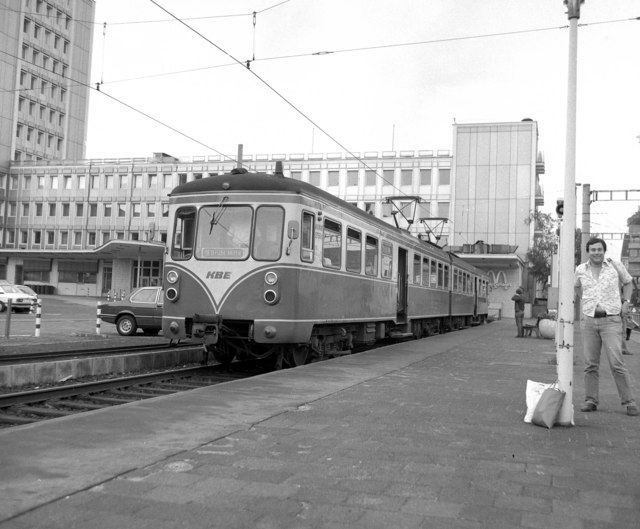
Luxemburger Straße – ehemaliger KBE-Bahnhof (Juli 1986)

Die heutige Straße wurde im Bereich des Regierungsbezirks Köln zwischen 1824 und 1846 vom Luxemburger Tor aus auf der Trasse der alten Römerstraße neu erbaut. Bis dahin jedoch hieß sie auch Trierer Straße. Die Kölner Stadtverordnetenversammlung beschloss jedoch am 10. Mai 1883, den vom Kriegsministerium festgelegten Tornamen auch für die Luxemburger Straße zu übernehmen. Dabei wurde die Luxemburger Straße in der auf den Beschluss folgenden Aufzählung der Tornamen nicht erwähnt. Im Bereich der Luxemburger Straße wurden ab 1888 zahlreiche Gräber freigelegt. Sie ist damit eine der grabfundreichsten Straßen Kölns.
Über sie führte seit dem 10. Januar 1898 die zunächst von Dampfloks gezogene Vorgebirgsbahn, deren Endbahnhof sich am Barbarossaplatz befand. Gemeinsam mit der Straßenbahn der Kölner Verkehrsbetriebe (KVB) besaß die Vorgebirgsbahn der KBE eine eigene Trasse in der Mitte der Luxemburger Straße. Die Umspurung vom eigenen Schmalspurgleis der KBE (1000 mm) auf Normalgleis (1435 mm) begann ab 20. Februar 1914 und war erst zum 7. Oktober 1934 beendet. Am Endpunkt der Strecke, dem KBE-Bahnhof Köln Barbarossaplatz, wurde am 1. Mai 1953 ein neues Empfangsgebäude an drei dort endenden Gleisen eröffnet. Bereits am 1. Januar 1955 erfolgte der Zusammenschluss der Köln-Frechen-Benzelrather Eisenbahn mit der KVB. Am 9. November 1986 war auf diesem Bahnhof der letzte Betriebstag. Seit dem 26. Oktober 1985 wird die Trasse ausschließlich von Linien der Stadtbahn Köln genutzt. Die am 22. Juni 1902 eröffnete „Marktbahn“ verlief vom Stadtbahnhof Süd über die Luxemburger Straße, Weyerstraße bis zum Schlachthof.

## Gebäude und Sehenswürdigkeiten

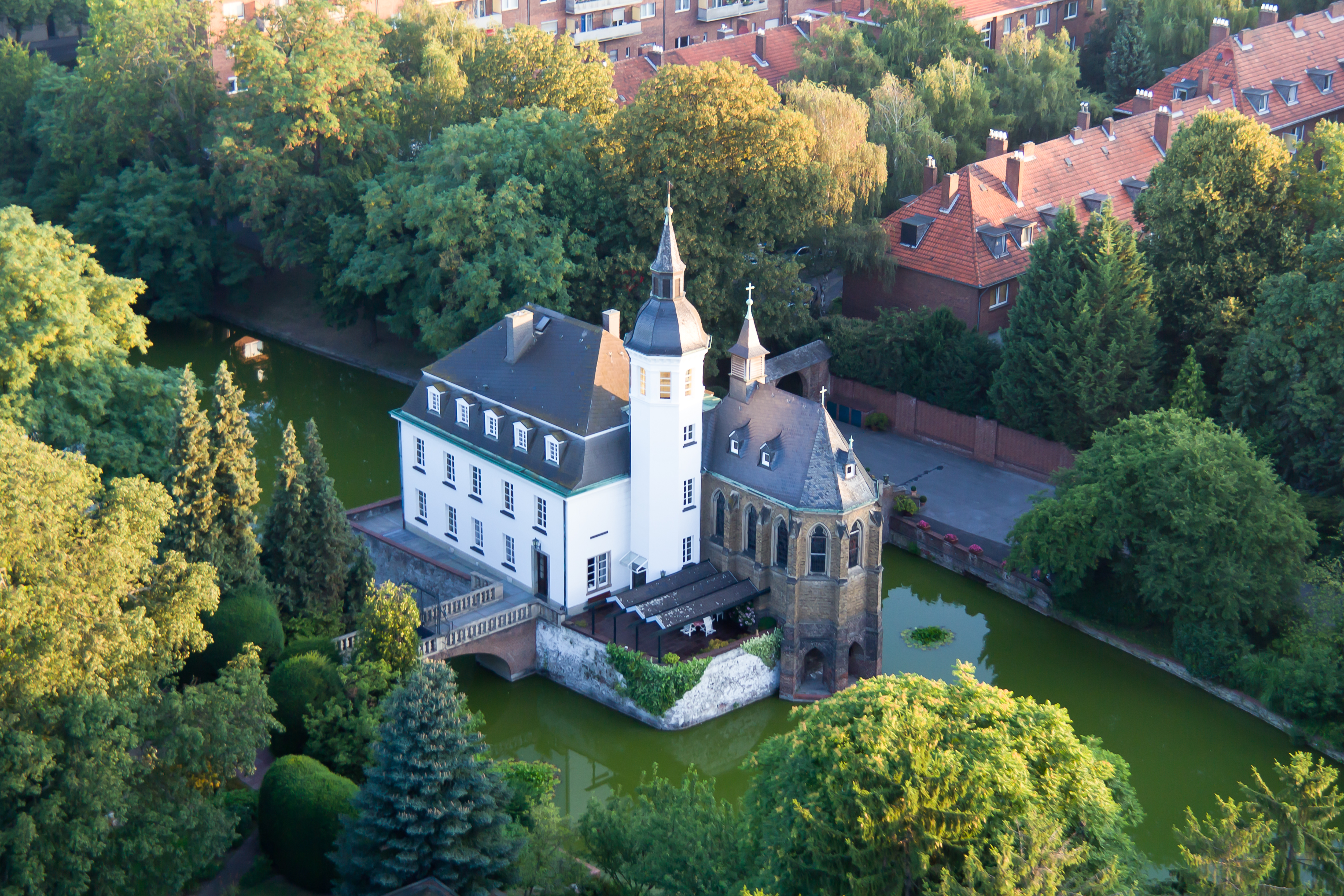
Wasserschloss Weißhaus

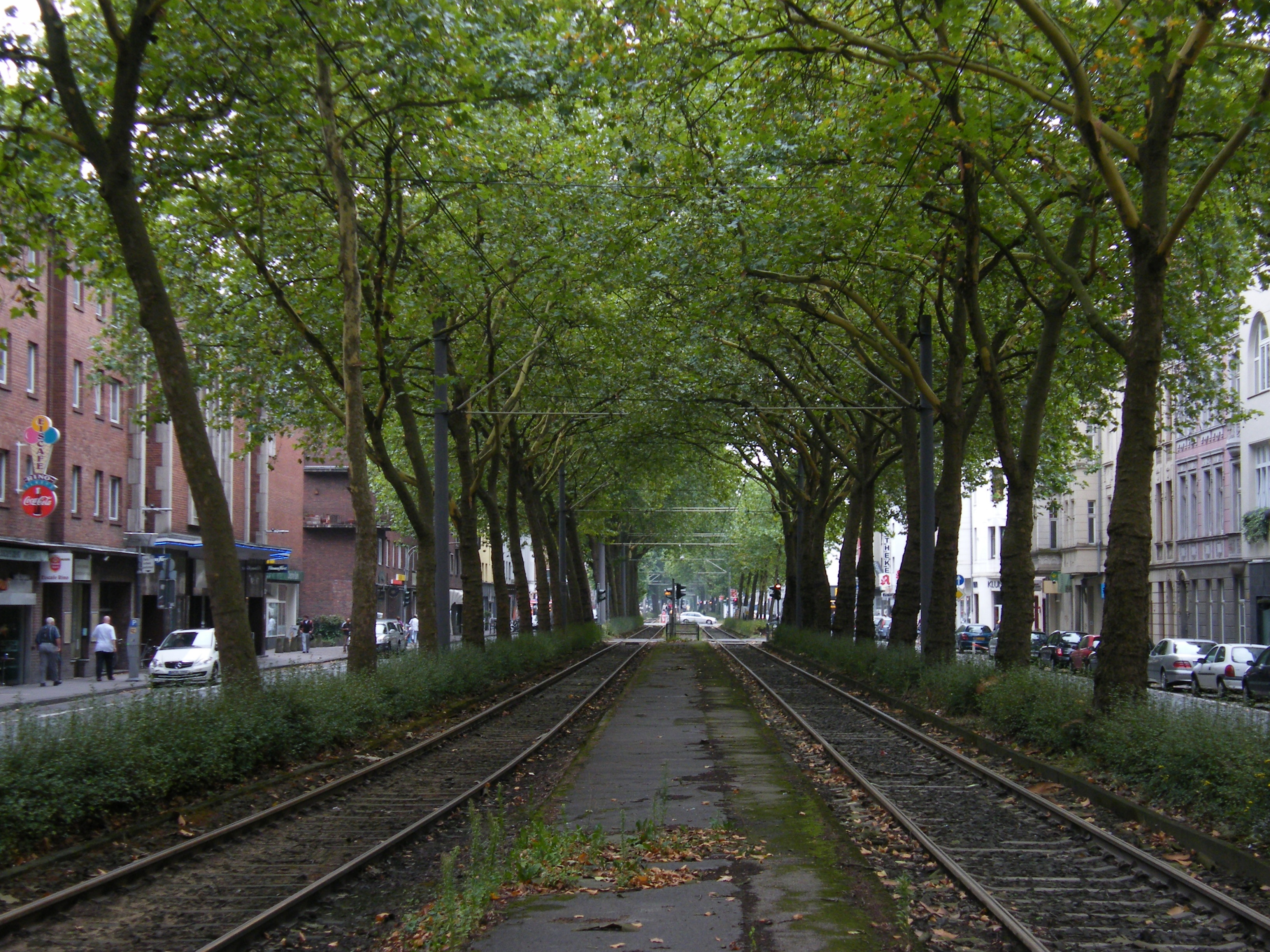
Blick nach Südwesten, etwa auf Höhe Arnulfstraße

Entlang der Luxemburger Straße hat sich streckenweise bis heute ein großer Anteil der Vorkriegsbebauung erhalten können oder konnte wiederaufgebaut werden. Südlich des Südbahnhofs liegen westlich der Straße naturwissenschaftliche Institutsgebäude der Universität zu Köln im Inneren Grüngürtel. Eines der bekannten Wohnhäuser aus der Gründerzeit ist Haus Nr. 34, das im Jahre 1886 errichtet wurde. Vom kriegszerstörten Gebäude sind nur noch Fassadenfragmente enthalten, die in die Front des Backsteinbaus integriert wurden. Das 105 Meter hohe Justizzentrum Köln in Nr. 101 wurde am 30. April 1981 bezugsfertig und ist Sitz des Amts- und Landgericht Köln sowie der Staatsanwaltschaft Köln. Auf einer Fläche von 64000 m² sind etwa 1700 Bedienstete tätig. Die Agentur für Arbeit bezog im Jahre 1982 ein 14-geschossiges Bürogebäude (Nr. 121), das im Juli 2015 an den Kölner Investor Art Invest für 15 Millionen Euro verkauft wurde. Im Januar 2018 erfolgte der Umzug der Agentur nach Butzweilerhof, Butzweilerhofallee 1 (50829 Köln). Außerdem ist an der Luxemburger Straße 93 das Autonome Zentrum Köln gelegen, welches allerdings von Räumung bedroht ist.
Das 134 Meter und 45 Etagen hohe, Y-förmige Uni-Center in Nr. 124–136 wurde am 1. August 1973 bezogen und ist mit 954 Einheiten eines der größten Wohnhäuser Europas. Im Bereich der Ecke Eifelwall entstand das neue Archivgebäude für das Historische Archiv der Stadt Köln und das Rheinische Bildarchiv. In der ehemaligen Kneipe „Roggendorf“ (Nr. 188) gründete sich am 13. Februar 1948 der 1. FC Köln. Ältestes Bauwerk ist das Wasserschloss Weißhaus an Nr. 201, 1669 durch Abt Aegidius Romanus (1604–1684) von St. Pantaleon als Sommersitz ausgebaut und mehrfach bis 1953 wiederaufgebaut. Das am 19. November 1953 mit 721 Plätzen eröffnete „Theater am Weißhaus“ ist ein Kino in Nr. 255. Es wurde von Bauherr Heinrich Wolf im Inneren in Marmor errichtet (ursprünglich Nr. 253) und zählte zu den großen Kinos außerhalb des Kölner Stadtzentrums. Seit 1959 verfügt es über 388 Plätze. Die Gaststätte „Haus Unkelbach“ befand sich seit 1930 zunächst in der Weyerstraße 112, seit 1943 in der Luxemburger Straße Nr. 262, nach 1945 im Nachbarhaus Nr. 260. Der Klettenbergpark ist Teil des Kölner Grüngürtels. Der Sozialverband Deutschland e. V. unterhält in Nr. 378 den Bezirksverband Köln, in Nr. 449 folgt der Carl Heymanns Verlag.

## Lage
Die von den Kölner Ringen nach Südwest führende Luxemburger Straße ist die Bundesstraße 265 von Köln nach Prüm. An der Kreuzung mit Eifelwall und Luxemburger Wall bildet die Straße zwischen Altstadtbebauung und Vororten eine Straßenverengung. Ab hier ist die Straße dann als Allee gestaltet, wobei der Baumbestand südlich der Universitätsstraße deutlich älter ist als der nördliche. Wichtige Straßenkreuzungen sind die Moselstraße, Luxemburger Wall/Eifelwall, Universitätsstraße, Gottesweg, Kölner Gürtel und Militärringstraße. Sie kreuzt mithin jeweils die um das linksrheinische Köln herumführenden Straßenringe, wie zum Beispiel einen Teilbereich der neuen äußeren Wall-Straßen (seit 1916). Die Anschlussstelle 11a an den Kölner Ring mit der Bundesautobahn 4 besteht durch die Abfahrt Köln-Klettenberg. Auch in Köln-Porz (Steinstraße) existiert eine kleine, lediglich 74 Meter lange Luxemburger Straße (Sackgasse).